# 亥姆霍兹共振

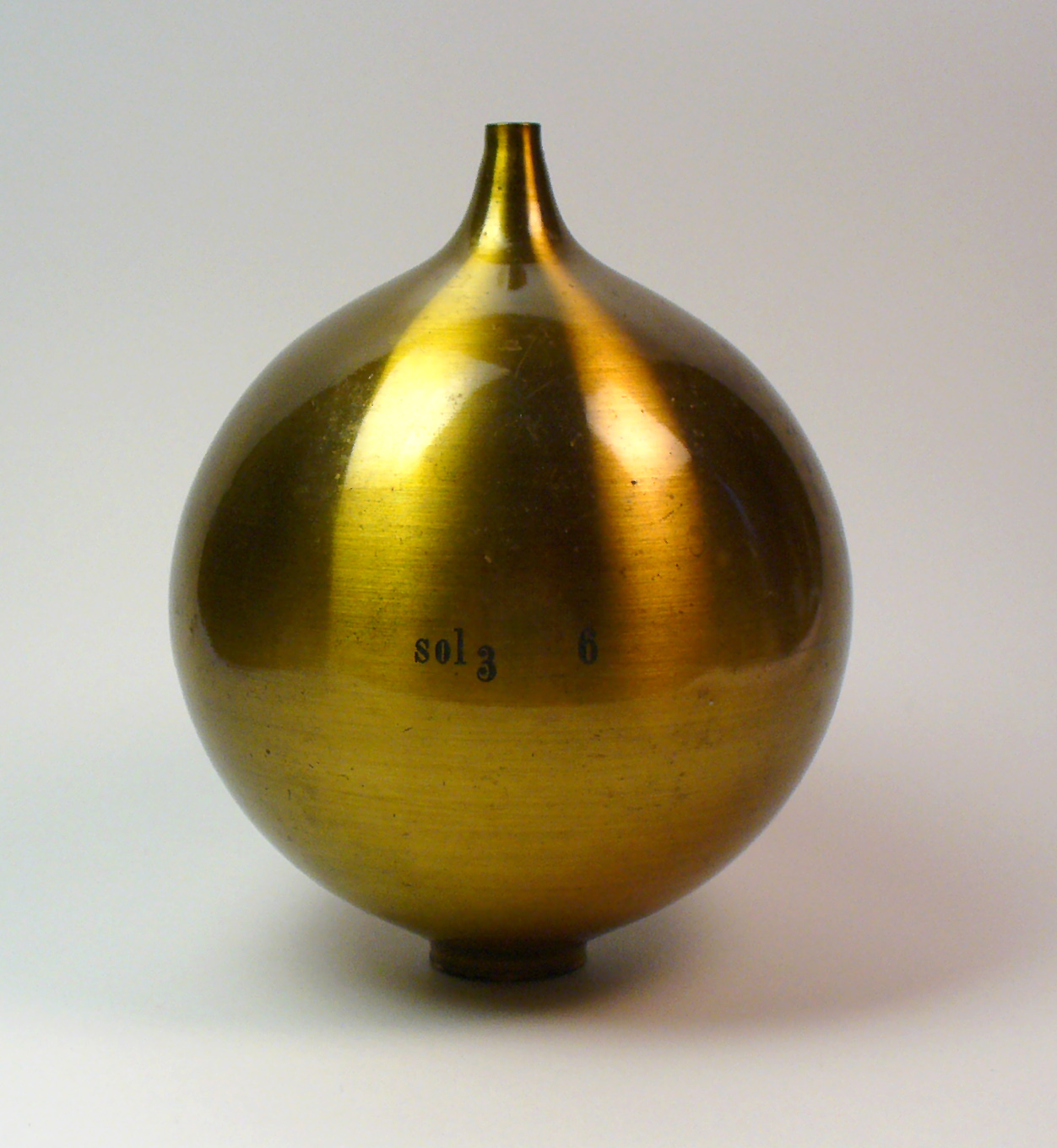
一支铜管，根据亥姆霍兹的原始设计建造的球形亥姆霍兹共振器，大约在1890-1900年。

亥姆霍兹共振（Helmholtz resonance）指的是空气在一个腔中的共振现象，例如在一个空瓶子的瓶口吹气引起的共振。 在1850年代由赫尔曼·冯·亥姆霍兹设计并命名，亥姆霍兹共振器一开始的目的是为了分辨复杂声音环境下的不同频率，比如音乐的乐调。

## 历史
亥姆霍兹在他1862年出版的书中描述了：“On the Sensations of Tone”，一个可以在复杂声音环境中分辨出特殊频率的装置。现在叫亥姆霍兹共振器，包括了一个已知容积的刚性容器，形状非常接近球形，容器一端有一个细口，另外一端开了一个大口为了让声音进来。
当共振器的‘嘴’放在耳边时，某种特殊频率的声音将被筛选出并被清楚的听到。在亥姆霍兹的书中我们能看到这样的句子：
When we "apply a resonator to the ear, most of the tones produced in the surrounding air will be considerably damped; but if the proper tone of the resonator is sounded, it brays into the ear most powerfully….  The proper tone of the resonator may even be sometimes heard cropping up in the whistling of the wind, the rattling of carriage wheels, the splashing of water."
当我们“把共振器放在耳边，来自背景中的大部分的音将会显著耗散，但是如果捕捉到了特定的音，它将把这个音以最大的强度送到耳边……。谐振器对应的恰当频率可能捕捉到风的呼啸，马车轮子的晃动声以及水溅射时的泠泠作响。”
一组不同尺寸的共振器作为商品出售，目的是为了在复杂声音中过滤并分析特定频率的声音。从柯尼希公司1889年的的声音谐振器产品目录中可知，一系列14个谐振器价值380法郎。
还有一种可调节的被称为通用共振器（universal resonator），由两个圆柱体组成，一个在另一个内部，通过滑动可以连续调节共振器的容积。 这种共振器被用在傅里叶分析中，相当于方程中的音调变换器。 当空气进入共振腔时，引起了腔内气压的变化。第一阶段空气被压缩，气压上升，第二阶段外力撤除后，高气压驱使空气排出共振腔。又因为惯性，之后的气压会比平衡气压稍微的第一些，然后空气又反复进入共振腔。这个过程就是共振。共振开始和结束时会有一个渐进的过程。
端口（腔室的开口）被放置在外耳道附近，使得实验者可以听到声音，并确定它的响度。 参与共振的空气质量由第二个大一些的孔的位置决定，这个孔没有一个瓶颈。
一个腹足贝壳（海螺）可形成低品质因数Q值的亥姆霍兹共振器，从而贴在耳朵附近能听到“海的声音”。
向一个瓶子口吹气引起的空气振动的现象现在也被称为亥姆霍兹共振。在这种情况下，瓶口的长度和直径将影响共振频率和品质因数Q。
还有其他有关亥姆霍兹共振器的定义，比如亥姆霍兹共振器是通过吸收环境中的声音而使得一个封闭空腔中的空气产生振动的装置。此外，还有一个定义，亥姆霍兹共振指的是由均匀空气流动使某一体积下的封闭空气产生振动的现象。

## 定性解释
共振角频率由下式给出：
{\displaystyle \omega _{H}={\sqrt {\gamma {\frac {A^{2}}{m}}{\frac {P_{0}}{V_{0}}}}}} (rad/s),
其中：
- {\displaystyle \gamma } (gamma) 指的是绝热指数 或某种比热容。对于空气和其他双原子分子气体来说，这个值通常是1.4。
- {\displaystyle A} 是开口的横截面积；
- {\displaystyle m} 是开口的质量；
- {\displaystyle P_{0}} 是共振腔的静态压力；
- {\displaystyle V_{0}} 是共振腔的静态容积。

对于开口是圆柱形或者是长方体的，我们可以得到：
{\displaystyle A={\frac {V_{n}}{L_{eq}}}},
其中：
- {\displaystyle L_{eq}} 是校正后瓶口的等效长度，可以由：{\displaystyle L_{eq}=L_{n}+0.3D}计算出来， 其中{\displaystyle L_{n}}是瓶口的实际长度，{\displaystyle D} 是瓶口的水力直径；[4]
- {\displaystyle V_{n}} 是开口处的空气体积，

因此：
{\displaystyle \omega _{H}={\sqrt {\gamma {\frac {A}{m}}{\frac {V_{n}}{L_{eq}}}{\frac {P_{0}}{V_{0}}}}}}.
由质量密度的定义可知 ({\displaystyle {\rho }})： {\displaystyle {\frac {V_{n}}{m}}={\frac {1}{\rho }}}, 我们有：
{\displaystyle \omega _{H}={\sqrt {\gamma {\frac {P_{0}}{\rho }}{\frac {A}{V_{0}L_{eq}}}}}} ,
以及
：{\displaystyle f_{H}={\frac {\omega _{H}}{2\pi }}} ,
其中：
- fH 是共振频率 (单位是赫兹).

气体中的声速由下式给出：
{\displaystyle v={\sqrt {\gamma {\frac {P_{0}}{\rho }}}}} ,
因此，共振频率不难得出：
{\displaystyle f_{H}={\frac {v}{2\pi }}{\sqrt {\frac {A}{V_{0}L_{eq}}}}}.
开口处的长度之所以出现在分母中是因为开口处空气的惯性与长度成正比关系。以及，空腔的容积同样出现在了分母中，这是因为腔中空气的弹性系数和容积成反比。开口的横截面积有两方面的影响。增加横截面积会按比例增加空气的惯性，但是会减慢空气流动的速率。

## 应用
亥姆霍兹共振在内燃机领域有着应用(参见：进气箱、亚低音扬声器、音响)。道奇Viper和Ram皮卡的克莱斯勒V10发动机和几个Buell公司制造的系列摩托车引擎的进气系统可以用一个“亥姆霍兹系统”来描述， 在弦乐器如吉他和小提琴中，乐器的共振曲线具有亥姆霍兹共振作为其峰之一，以及来自木材振动共振的其它峰。 陶笛本质上是亥姆霍兹谐振器，其中打开的指孔的组合面积决定了由仪器演奏的音符。 西非手鼓也是一个亥姆霍兹谐振器，颈部面积小，可以发出深深的低音。
亥姆霍兹共振器的理论在摩托车和汽车尾气排放管中也有应用，以通过向排气管内添加空腔来改变排气管的噪声和用于不同输送功率的排气管。排气共振器还可用于减小潜在的大分贝、烦人的发动机噪声，其中经过计算得出的尺寸可以使得由共振器消除排气管中某些噪声的频率。
在一些二冲程发动机中，亥姆霍兹共振器可用于替代簧片阀。 类似的效果也用于大多数二冲程发动机的排气系统，使用反射的压力脉冲给气缸过度增压（参见Kadenacy效应）。
亥姆霍兹共振器还可用于建筑声学中，通过构建一个谐振器来筛选低频率声波（人们不想要的频率：驻波，次声波等对人体有害的频率），从而消除它。
亥姆霍兹共振器还被应用于减少飞行器引擎的噪声的声衬(acoustic liners)上面。比如，这种声衬由两部分组成：
- 一个单片金属（或其它材料）上面有很多小孔以规则或不规则的形式分布，这就是所谓的阻力片；
- 一系列的“蜂窝腔”（但实际上起作用的是容积）。

这种声衬被应用于现今几乎所有的飞行器引擎上。在飞机的内部或外部通常能见到多孔板，略低于一种蜂窝（honeycomb）结构。多孔板的厚度非常重要。有的时候会使用两层的衬底，这种有着两个自由度（Degrees Of Freedom）的声衬叫做双衬（"2-DOF liners"）为了和只有一个自由度的单衬（"single DOF liners"）区别。
这种效应也可用作减少飞行器翼的表面寄生阻力（表面摩擦阻力），效果可以减少到原来的60%。
亥姆霍兹共振还可以用来解释高速行驶的汽车上稍微开一点侧窗玻璃引起的巨大噪声，这种现象也称为“侧窗抖振”（side window buffeting）或者风悸动（wind throb）。